# Рокшиці (Равський повіт)
Рокшиці (пол. Rokszyce) — село в Польщі, у гміні Біла-Равська Равського повіту Лодзинського воєводства.
Населення — 45 осіб (2011).
У 1975-1998 роках село належало до Скерневицького воєводства.

## Демографія
Демографічна структура станом на 31 березня 2011 року:
|          | Загалом | Допрацездатний вік | Працездатний вік | Постпрацездатний вік |
| -------- | ------- | ------------------ | ---------------- | -------------------- |
| Чоловіки | 23      | 4                  | 18               | 1                    |
| Жінки    | 22      | 6                  | 9                | 7                    |
| Разом    | 45      | 10                 | 27               | 8                    |